# Nasugbú
Nasugbú es un municipio filipino de primera clase, perteneciente a la provincia de Batangas, en la isla de Luzón.

## Historia
Hacia mediados del siglo XIX, el lugar tenía contabilizada una población de 2943 habitantes, repartidos en 490 casas. Aparece descrito en el segundo volumen del Diccionario geográfico, estadístico, histórico de las Islas Filipinas (1851) de Manuel Buzeta Núñez y Felipe Bravo con las siguientes palabras:

NASUGBÚ: pueblo con cura y gobernadorcillo, en la isla de Luzon, prov. de Batangas, arz. de Manila; sit. en los 124° 18' 40" long., 14° 3' 30" lat., próximo á la playa de la ensenada á que da nombre, en la costa occidental de la prov., entre los r. Bajolbot Grande y Dumacsan que corren, el primero al S. y el segundo al N., en terreno llano y clima sano y templado. Tiene 490 casas, y ademas la de comunidad donde está la cárcel, la parroquial junto á la iglesia de este pueblo que es de mediana fábrica y la sirve un cura secular. De los fondos de comunidad se le tiene señalada una asignacion al maestro de la escuela de primeras letras, cuya asignacion varía segun el número de alumnos que tiene dicha escuela. Confina el term. por N. con la prov. de Cavite; por E. con el r. Catitingan, que divide la mencionada prov. de Cavite de la de Batangas; por S. El. con el térm. del pueblo de Lian, que dista 1 leg., y por O. con el mar. El terreno es elevado, y tiene buenas llanuras; al E. y dist. unas 2 leg. se encuentra el monte Cairilao en la jurisd. de este pueblo, la que baña el referido r. de Dumacsan que corre de E. á O. En la parte reducida á cultivo las prod. son arroz, maiz, caña dulce, añil, muchas clases de legumbres y frutas. Su principal ind. consiste en la agricultura, en la pesca y en la fabricacion de varias clases de telas que es el trabajo á que se dedican las mugeres. pobl. 2,943 alm., y en 1845 pagaba 1,182 trib., que hacen 11,820 rs. plata, equivalentes á 29,550 rs. vn.
(Buzeta y Bravo, 1851, p. 356)

En 2020, tenía censados 136 524 habitantes.